# Kościół św. Mikołaja w Ślesinie
Kościół świętego Mikołaja w Ślesinie – rzymskokatolicki kościół parafialny należący do parafii pod tym samym wezwaniem (dekanat Nakło diecezji bydgoskiej).
Jest to świątynia wzniesiona w 1779 roku. Ufundowana została przez rodzinę Potulickich. Odnowiona została w 1886 roku i rozbudowano ją o kaplicę zaprojektowaną przez Jana Rakowicza.
Budowla jest drewniana, jednonawowa, wybudowano ją w konstrukcji zrębowej. Jej prezbiterium jest mniejsze w stosunku do nawy, zamknięte jest trójbocznie, z boku znajduje się zakrystia, natomiast na zewnątrz jest umieszczona kapliczka z figurą Matki Boskiej. Z boku nawy jest usytuowana kaplica, zamknięta trójbocznie z kalenicą niższą od nawy głównej. Od frontu znajduje się wieża wzniesiona w konstrukcji słupowo–ramowej z górną kondygnacją węższą i obitą blachą. Wieżę zwieńcza baniasty blaszany dach hełmowy z latarnią i chorągiewką z datą budowy poprzedniej świątyni „1754”. Świątynia nakryta jest dachem dwukalenicowym, pokrytym blachą, ozdobionym wieżyczką na sygnaturkę. Wieżyczkę zwieńcza blaszany baniasty dach hełmowy z latarnią. Wnętrze nakryte jest stropami płaskimi popdpartymi w nawie słupami. Chór muzyczny jest podparty czterema słupami, w części centralnej jest trójbocznie wysunięty. Organy o 8 głosach, zostały wykonane w 1888 roku przez Józefa Gryszkiewicza. Belka tęczowa jest ozdobiona barokową Grupą Ukrzyżowania z 2 połowy XVIII wieku i kartuszem rodziny Grzymała. Ołtarz główny w stylu barokowym, pochodzi z 2 połowy XVII wieku. Ołtarze boczne, ambona (ozdobiona rzeźbą anioła), chrzcielnica (o kształcie anioła podtrzymującego czarę) i konfesjonał (ozdobiony rzeźbą Świętej Marii Magdaleny), reprezentują styl rokokowy i powstały w 2 połowie XVIII wieku. Stacje drogi krzyżowej pochodzą z 1889 roku. Cenne ławki ozdobnie rzeźbione – stalle, powstały w połowie XVI wieku.